# NGC 1756
NGC 1756 (другое обозначение — ESO 56-SC27) — шаровое звёздное скопление в созвездии Золотой Рыбы, расположенное в Большом Магеллановом Облаке. Открыто Джоном Гершелем в 1836 году.
Возраст скопления составляет около 350 миллионов лет, его диаметр составляет 15 парсек. Пространственное распределение звёзд в скоплении не симметрично, что может указывать на то, что скопление является двойным. В скоплении также наблюдается двойное красное сгущение, что указывает на наличие двух разных звёздных населений.
Этот объект входит в число перечисленных в оригинальной редакции «Нового общего каталога».